# Acalypha sidaefolia
Acalypha sidaefolia é uma espécie de flor do gênero Acalypha, pertencente à família Euphorbiaceae.